# Perizoma haasi
Perizoma haasi är en fjärilsart som beskrevs av Otto Staudinger. Perizoma haasi ingår i släktet Perizoma och familjen mätare. Inga underarter finns listade i Catalogue of Life.